# Strömsbro kyrka
Strömsbro kyrka är en kyrkobyggnad i Strömsbro, strax norr om Gävle. Kyrkan tillhör Gävle församling och är en av de äldsta småkyrkorna i Sverige.

## Historia
År 1889 beslöt kyrkostämman i Gävle församling att en adjunkt huvudsakligen skulle tjänstgöra på Strömsbro och Bönan som sedan 1894 övergick i en ordinarie pastoratsadjunkttänst. År 1896 utsåg Nils Lövgren J Kihlgren som fast präst på Strömsbro som i praktiken blev ett distrikt inom Gävle församling. Planer på en kyrka fanns, men det kom att bli ett församlingshem som invigdes år 1896, ett av Sveriges första. J Kihlgren arbetade med kyrkoherde Lövgrens goda minne vidare med kyrkoplanerna. I kyrkans sakristia finns en ettöring som Kihlgren lär ha fått av en ämbetsbroder som grundplåt till bygget. I april 1898 sände 64 strömsbrobor in en skrivelse till kyrkorådet, där de anhöll om en egen gudstjänstlokal i "Gefle stads sjette kvarter Strömsbro". Detta beviljades.
Stadsarkitekten Erik Alfred Hedin utförde ritningar till kyrkobyggnaden. Grundstenen lades i maj 1899 och på julafton samma år kunde kyrkoherde Nils Lövgren inviga "Strömsbro kapell", som kyrkan länge kom att kallas. Byggnaden var uppförd i liggande timmer och utvändigt reveterad av vit avfärgning. Invändigt var väggarna täckta av brädpanel, målad i ljusa färger. Annars präglades kyrkan av tidens smak - en blandning av nygotik och snickarglädje.

## Renoveringar
1936-1938 renoverades kyrkan i mycket stram stil. Exteriören brädkläddes och tornspiran gjordes slät och rationell i funktionalismens anda. Inomhus utplånades varje spår av nygotik och snickarglädje. Predikstolen försågs med ljudtak och det enkla träkors, som tidigare stått på altaret, flyttades bort och ersattes av tre kopparreliefer utförda av Stig Blomberg.
År 1967 skedde ytterligare en renovering enligt ett program, som utarbetats av stadsarkitekten Sven Wranér. Kopparrelieferna flyttades då från altaret till sakristian. Det tredelade korfönstret sattes igen och på dess plats upphängdes som altarprydnad ett verk av textilkonstnären Dagmar Lodén. Korfönstret kom dock senare att återställas i sin ursprungliga utformning och Dagmar Lodéns konstverk flyttades då till församlingshemmet.
Under år 1998 har kyrkan renoverats en tredje gång, nu i grön färgsättning. En tillbyggnad har också gjorts med utrymme för en ny sakristia och andra församlingslokaler. Orgeln, som omfattar nio stämmor, härrör från år 1959 och är byggd av Magnussons orgelfirma i Göteborg. Kyrkan har endast en klocka, gjuten hos Bergholtz klockgjuteri 1899.